# Squadre di Azione Patriottica
Le Squadre di Azione Patriottica (SAP) erano gruppi di combattimento partigiano unitario nella Resistenza italiana, formati su iniziativa delle Brigate Garibaldi per organizzare le masse, soprattutto in vista dell'insurrezione generale; nascono  all'interno dei luoghi di lavoro in particolare, le fabbriche e le campagne .
Formate nell'estate 1944 come formazioni di circa 15-20 uomini ciascuna, nascono per espandere la partecipazione popolare alla lotta, lo dimostra la composizione numerica maggiore, relativamente ai combattenti in riferimento ai GAP (Gruppi di Azione Patriottica). Il numero di componenti del gruppo SAP non poteva portare ad una struttura così coesa come quella del GAP, rendendo più carenti le ferree regole di clandestinità ed esponendo, quindi, maggiormente il fianco a delazioni. All'inizio svolgono azioni di sabotaggio, fiancheggiando GAP e Brigate partigiane, divengono formazioni di alto profilo militare fino alla quasi indistinguibilità con i GAP.

## Riconoscimenti
Un gran numero di strade in diverse città dell'Italia settentrionale è dedicato a Gappisti e Sappisti. Il sappista Carlo Chiesa è stato onorato con la medaglia d'oro al valor militare alla memoria.
L'8ª Brigata SAP operante a Torino fu intitolata al partigiano medaglia d'oro al valor militare Osvaldo Alasonatti.